# 吴海平 (1965年)
吴海平（1965年9月—），浙江温岭人，中华人民共和国政治家，中国共产党党员，中央党校研究生学历。曾任中国共产党台州市委员会副书记、台州市人民政府市长。現任台州市人大常委会主任。

## 生平
吴海平于1965年9月出生在浙江省温岭县。1984年12月他参加工作，任温岭县渭川乡科员，后历任副乡长；党委副书记、乡长。1985年8月，加入中国共产党。1990年10月，任温岭县肖村乡党委书记。1992年6月，任温岭县塘下镇党委副书记、镇长。1994年1月，温岭县大溪镇党委副书记、镇长（任内温岭撤县设市）；温岭市大溪镇党委书记。1997年3月，任中共温岭市委办公室副主任（正科级）。曾挂职为台州市人民政府办公室主任助理。1997年9月，任中共仙居县委常委、组织部部长。2001年3月，任中共台州市委组织部副部长。2001年3月，任中共台州市委组织部副部长，后又任中共台州市代表大会常任制工作办公室副主任（正处级）。2005年6月任中共仙居县委副书记、代县长，2006年2月转正。2008年5月任中共仙居县委书记，8月辞去县长职务。2011年12月，任中共台州市委副秘书长（正局长级）。次年1月，任中共台州市委常委、秘书长。2016年4月，任中共台州市委副书记、秘书长。2016年8月，辞去台州市委秘书长职务。期间于2017年3月2日再次当选为中共台州市委副书记、常委。2017年6月，当选为中国共产党浙江省第十四届委员会委员。2017年7月，任中共台州市委政法委书记。2018年12月5日，当选为台州市法学会会长。
2019年12月23日起，吴海平被公示为设区市市长候选人。12月31日下午，台州市五届人大常委会第二十五次会议举行，张晓强辞去台州市市长职务，吴海平被任命为台州市人民政府副市长、代市长。同日下午中共台州市委召开市级领导干部会议，中共浙江省委组织部副部长温暖宣布省委决定，同意提名吴海平同志为台州市市长候选人。2020年4月27日，台州市第五届人民代表大会第五次会议第三次全体会议召开，会上以无记名投票表决的形式，补选吴海平为市人民政府市长。
2021年12月30日，吳海平辭去台州市人民政府市長、台州市委員會副書記，原職位由吳曉東接替。轉任台州市人大常委會黨組書記。2022年4月14日，当选为台州市人大常委会主任。

## 职责
作为市委副书记，他的职责包括：
- 协助市委书记分管党建工作，负责政法、农业农村、群团、双拥、社会稳定工作。
- 主持市委政法委工作。
- 分管市委办公室、市委政策研究室、市委全面深化改革委员会办公室、市委全面依法治市委员会办公室、市委国家安全委员会办公室、市委财经委员会办公室、市委外事工作委员会办公室、市委教育工作领导小组秘书组、市委市政府农业和农村工作领导小组办公室、市信访局、市总工会、共青团台州市委员会、市妇女联合会、市科学技术协会、市档案馆。
- 联系公检法司安、军队、武警、民兵预备役、科技、外事、残疾人联合会、慈善总会、红十字会等的工作。